# Fotbal Club Milsami
O FC Milsami é uma equipe moldávia de futebol com sede em Orhei. Disputa a primeira divisão da Moldávia (Divizia Naţională).
Seus jogos em casa são disputados no Complexul Sportiv Raional Orhei, que possui capacidade para 3.023 espectadores.

## História
O FC Milsami foi fundado em 2005 pelo nome de FC Viitorul Step-Soci. Em 2008 mudou seu nome para FC Viitorul Orhei, e em 2010 mudou novamente seu nome, desta vez para o nome que possui atualmente. Mas, em 2011, fundiu-se com o clube FC Ursidos Chișinău, tendo como consequência nova mudança do nome do clube, mas desta vez temporária, para FC Milsami-Ursidos, o que alterou o emblema do clube para o atual, depois de um concurso feito pelo clube para a criação de um novo emblema. Na temporada 2014–15, foi o primeiro clube fora das 'duas capitais' do país, Chișinău (Moldávia) e Tiraspol (Transnístria, território independente da Moldávia), a ganhar o título nacional.

## Títulos
- Divizia Națională: 2014–15, 2024-25
- Supercupa Moldovei: 2012, 2019 [6]
- Cupa Moldovei: 2011–12, 2017–18
- Divizia "A": 2008–09[7] (como Viitorul Orhei)

## Retrospecto nas competições europeias
| Temporada | Competição            | Fase     | Oponente               | Resultados       |
| --------- | --------------------- | -------- | ---------------------- | ---------------- |
| 2011–12   | UEFA Europa League    | 1ª RQ    | Dinamo Tbilisi         | 0–2, 1–3         |
| 2012–13   | UEFA Europa League    | 2ª PE    | FC Aktobe              | 4–2, 0–3         |
| 2013–14   | UEFA Europa League    | 1ª PE    | F91 Dudelange          | 1–0, 0–0         |
| 2013–14   | UEFA Europa League    | 2ª PE    | FC Shakhtyor Salihorsk | 1–1, 1–1(p. 4–2) |
| 2013–14   | UEFA Europa League    | 3ª PE    | AS Saint-Étienne       | 0–3, 0–3         |
| 2015–16   | UEFA Champions League | 2ª PE    | PFC Ludogorets         | 1–0, 2–1         |
| 2015–16   | UEFA Champions League | 3ª PE    | KF Skënderbeu Korçë    | 0–2, 0–2         |
| 2015–16   | UEFA Europa League    | Play-off | AS Saint-Étienne       | 1–1, 0–1         |

Jogos em casa em negrito.

## História do escudo
|  |  |  |  |  |